# Mariä Geburt (Kiełczyn)

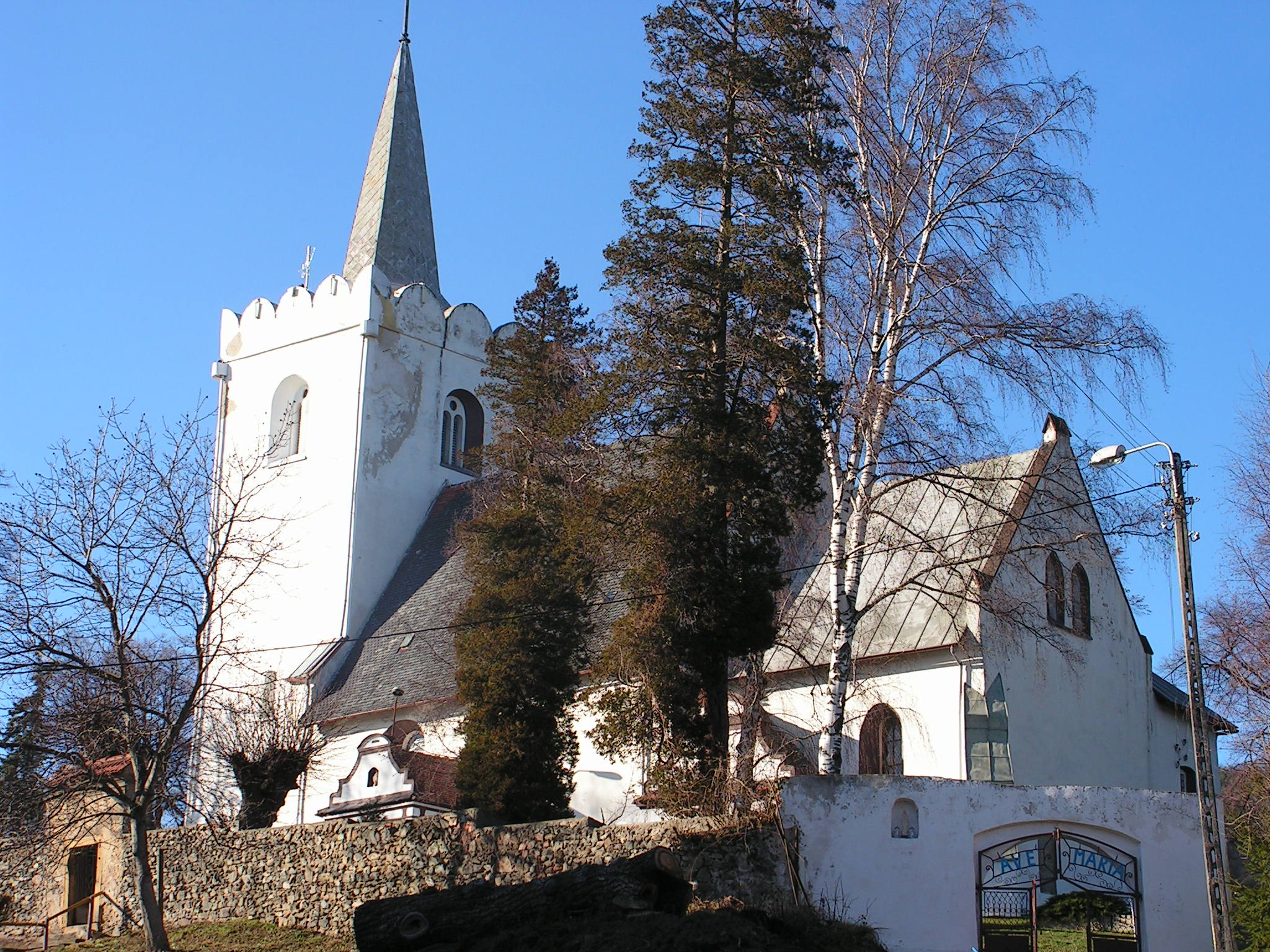
Kirche Mariä Geburt

Die römisch-katholische Pfarrkirche Mariä Geburt, vor 1945 Marienkirche in Kiełczyn (deutsch Költschen), einem Dorf in der Landgemeinde Dzierżoniów (Reichenbach) in der Woiwodschaft Niederschlesien in Polen, ist eine im 15. bis 16. Jahrhundert erbaute Wallfahrtskirche, die bis zum 20. Jahrhundert Sitz eines Propstes und eines Erzpriesters war. Als Baudenkmal ist sie geschützt.

## Geschichte

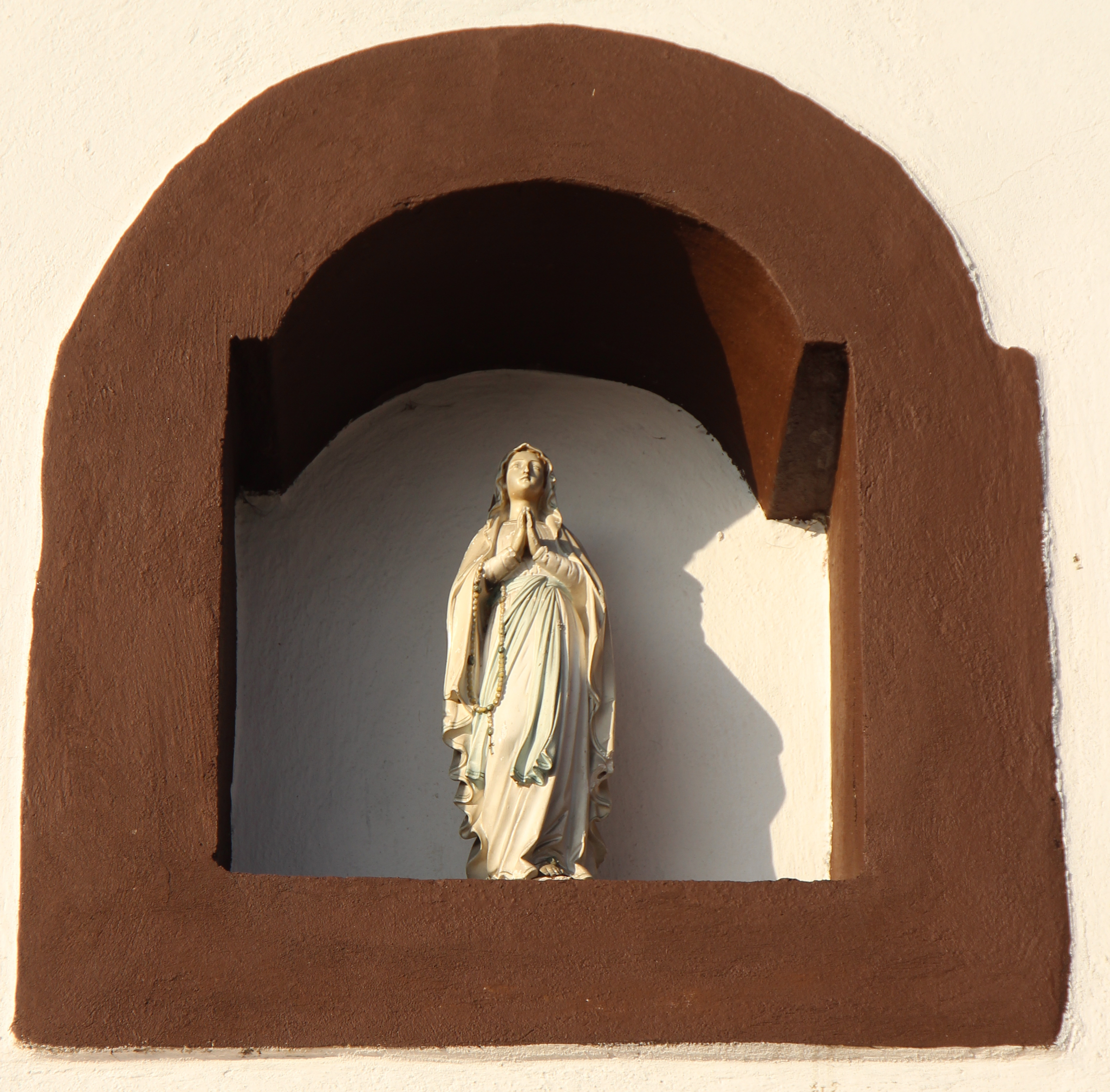
Marienfigur in einer äußeren Nische

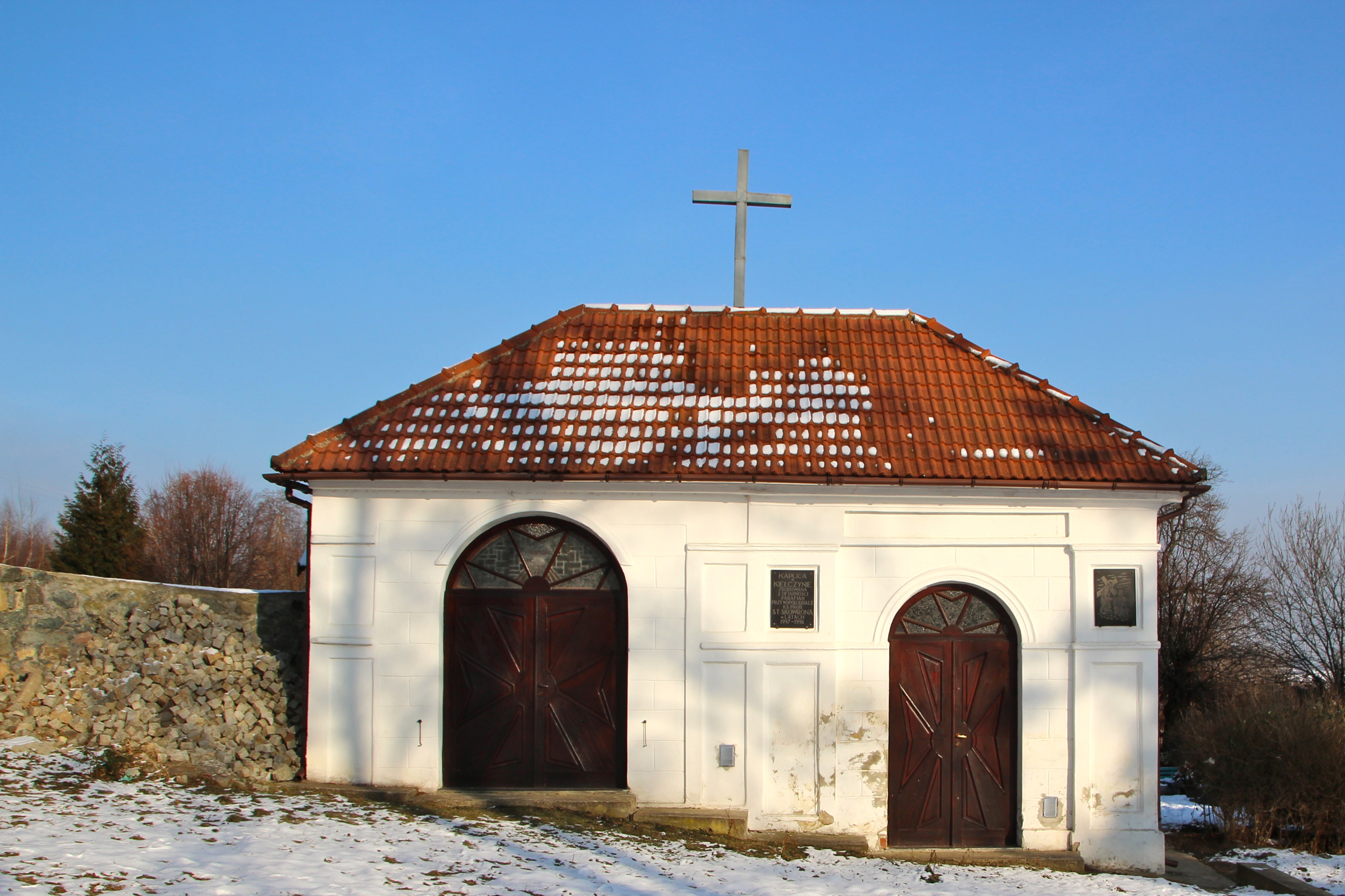
Begräbniskapelle

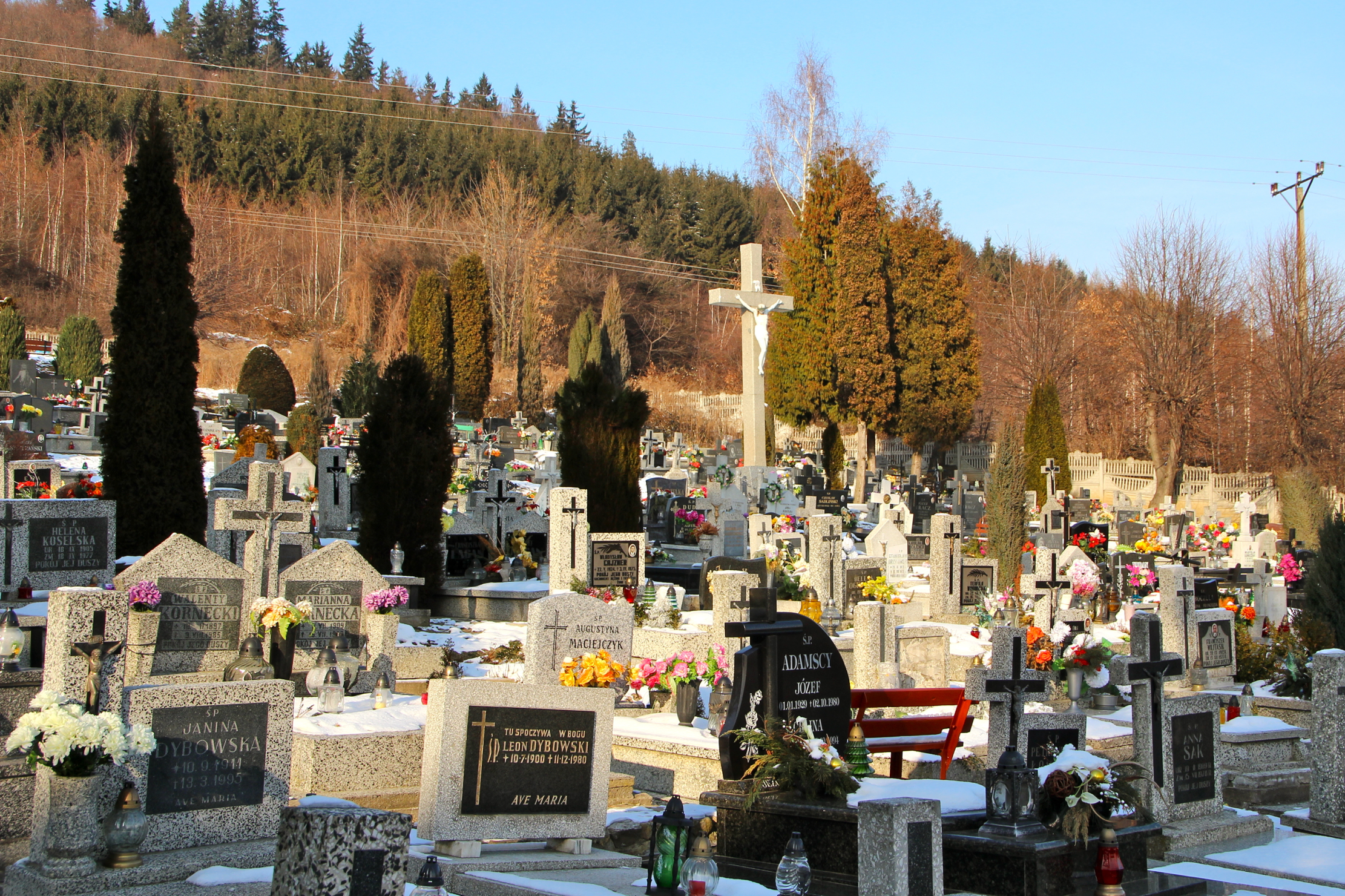
Friedhof

Mit der Gründung von Költschen, das nach der Teilung des Herzogtums Breslau 1290/91 zum neu gebildeten Herzogtum Schweidnitz gehörte, dürfte der Bau einer ersten hölzernen Kirche erfolgt sein. Die Ersterwähnung erfolgte 1239 in einem Dokument, das einen „Jacobus Plebanus von Colcim“ nennt. Die Propstei von Költschen soll nach einer alten Überlieferung 1270 von Herzog Bolko von Schweidnitz gegründet worden sein. Bis zum 19. Jahrhundert war Költschen Sitz eines Propstes. Das historische Archipresbyterat Költschen des Bistums Breslau führte nach dem Ort seinen Namen. Der Pfarrer von Költschen fungierte als Erzpriester. 1364 wird in einem Zinsbrief Albrecht Pfarrer von „Colczehin“ und „Propst zu Liebenthal“ genannt. Die heutige Kirche wurde im 15. Jahrhundert anstelle einer älteren errichtet. Seit dem 16. Jahrhundert enthielt das Gotteshaus eine wundertätige Marienfigur mit Jesuskind, zu der sich eine Wallfahrt entwickelte.
In der Reformationszeit wurde die Kirche 1570 evangelisch. 1633 wurde die Kirche von schwedischen Truppen verwüstet. Am 28. August 1658 fand die Einweihung der renovierten und erweiterten Kirche statt. Von 1652 bis 1654 fungierte Johann Frisius als Pastor, danach wurde die Kirche rekatholisiert und in Folge von Ordensgeistlichen aus Schweidnitz betreut. 1656 zerstörte ein Blitzeinschlag den Turm, die Glocken schmolzen. 1663 war der Chor, der einen Not-Altar enthielt, wieder nutzbar. Im Visitationsbericht von 1667 erscheint das Gotteshaus als Ruine, das einsturzgefährdete Langhaus war ohne Dach. Jeden Sonntag wurde ein Gottesdienst abwechselnd in deutscher und polnischer Sprache gehalten. Jedoch waren die einheimischen deutschsprachigen Bewohner fast ausschließlich Protestanten, die sich zur nächstgelegenen evangelischen Kirche von Panthenau hielten und die katholische Kirche ihres Ortes mieden. Das Patronat war königlich.
Von 1675 bis 1680 wurde das Langhausgewölbe durch eine Holzdecke ersetzt, der Kirche neue Glocken und eine neue Orgel gespendet. 1680 erhielt die Kirche mit dem Propst Christoph Ferdinand Krischta ihren ersten Weltpriester. In den 1690er Jahren wurde ein neues Pfarrhaus erbaut. Wie zahlreiche Gebetserhörungen und Votivbilder bezeugen, erfuhr die Wallfahrt im 18. Jahrhundert einen erneuten Aufschwung. Die preußische Herrschaft in Schlesien ermöglichte im benachbarten Hennersdorf den Bau einer neuen evangelischen Pfarrkirche, zu dem das mehrheitlich evangelische Költschen seit 1742 gepfarrt war. Auf Einladung des damaligen Propstes Heinrich nächtigte 1759 Friedrich der Große im Erdgeschoss des örtlichen Pfarrhauses. Im Ersten Weltkrieg wurden das ältere Geläut eingeschmolzen und 1926 von der Glockengießerei Herbert Hentrich in Breslau drei neue Glocken angeschafft. 1936 fand eine umfassende Restauration des Kircheninneren und -äußeren statt. Letzter deutscher Pfarrer vor der Vertreibung war Johannes Melc. Weitere Sanierungsmaßnahmen wurden 1962 bis 1964 und 1968 durchgeführt.

## Geläut
1. Inschrift: „Jesu Christe, Salvator mundi, miserere nobis“ Gussjahr: 1926 Gießer: Glockengießerei Hentrich, Breslau
2. Inschrift: „Regina Coeli, ora pro nobis“ Gussjahr: 1926 Gießer: Glockengießerei Hentrich, Breslau
3. Inschrift: „S. Josephe, ora pro nobis“ Gussjahr: 1926 Gießer: Glockengießerei Hentrich, Breslau

## Parochie
Zur katholischen Parochie waren Mitte des 19. Jahrhunderts gepfarrt: Költschen, Dreißighufen, Endersdorf, Hennersdorf und Pfaffendorf.

## Grabsteine

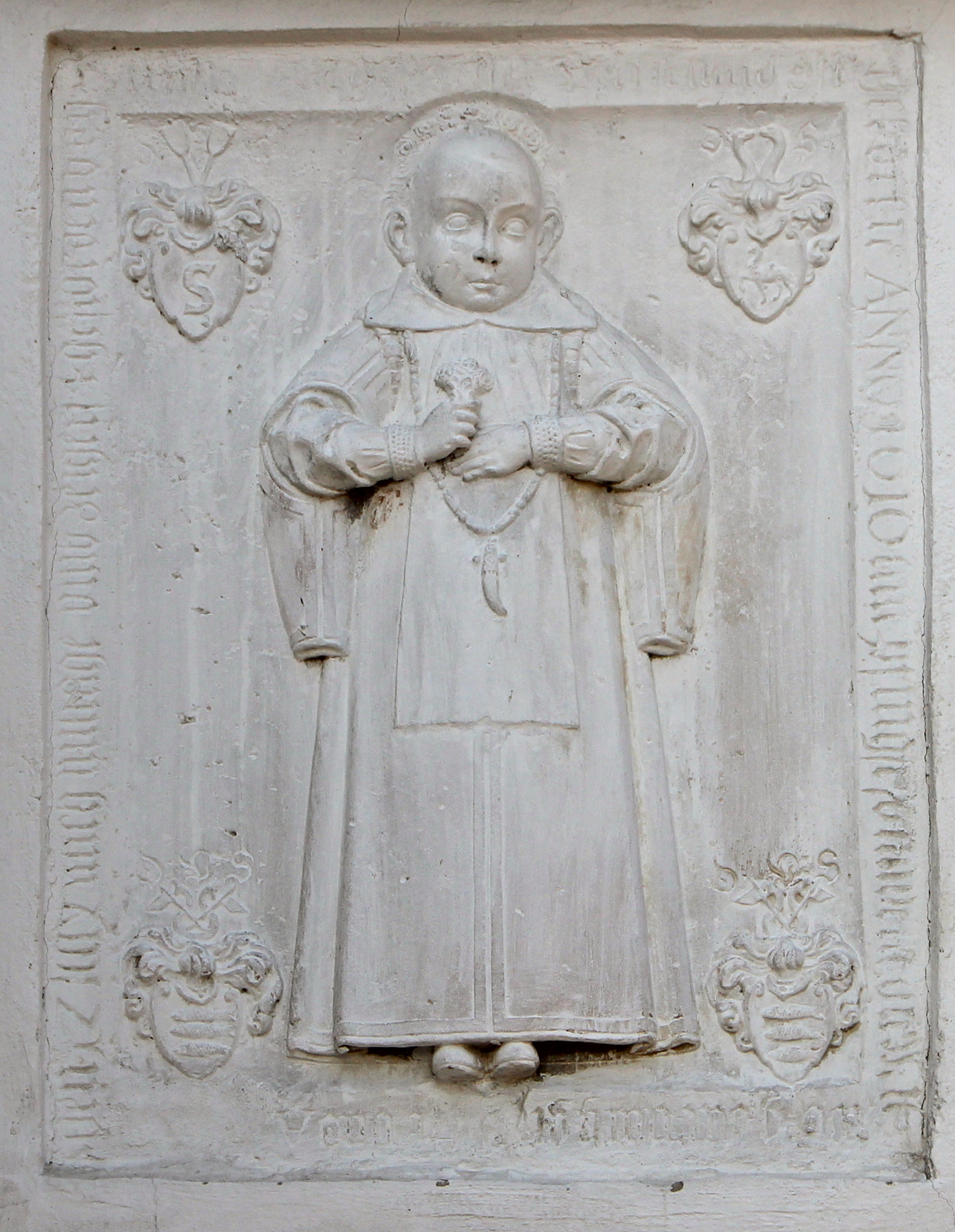
Knabe aus der Familie von Mesenau († 1610)
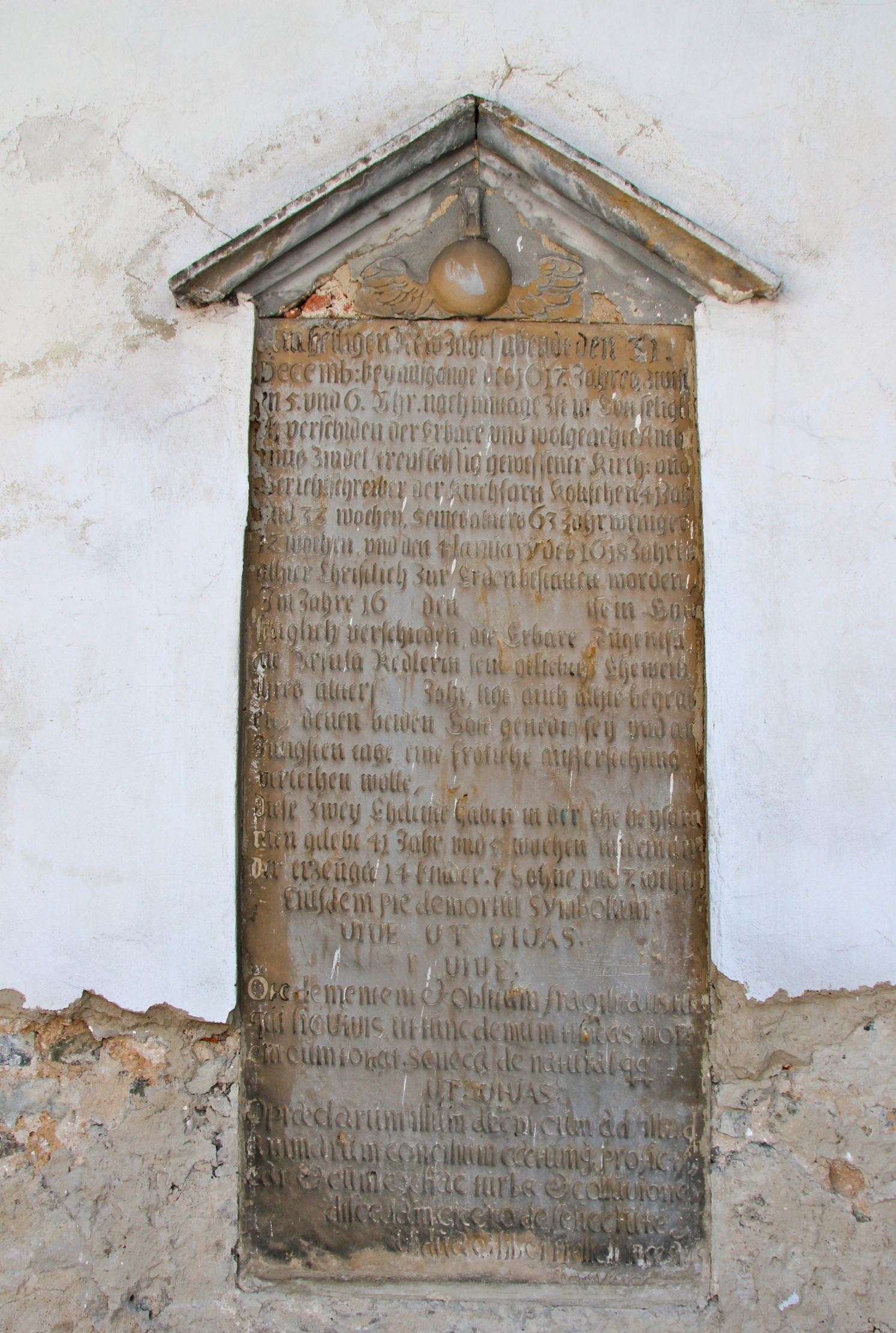
Nikolaus Zindel († 1617) Kirchen- und Gerichtsschreiber
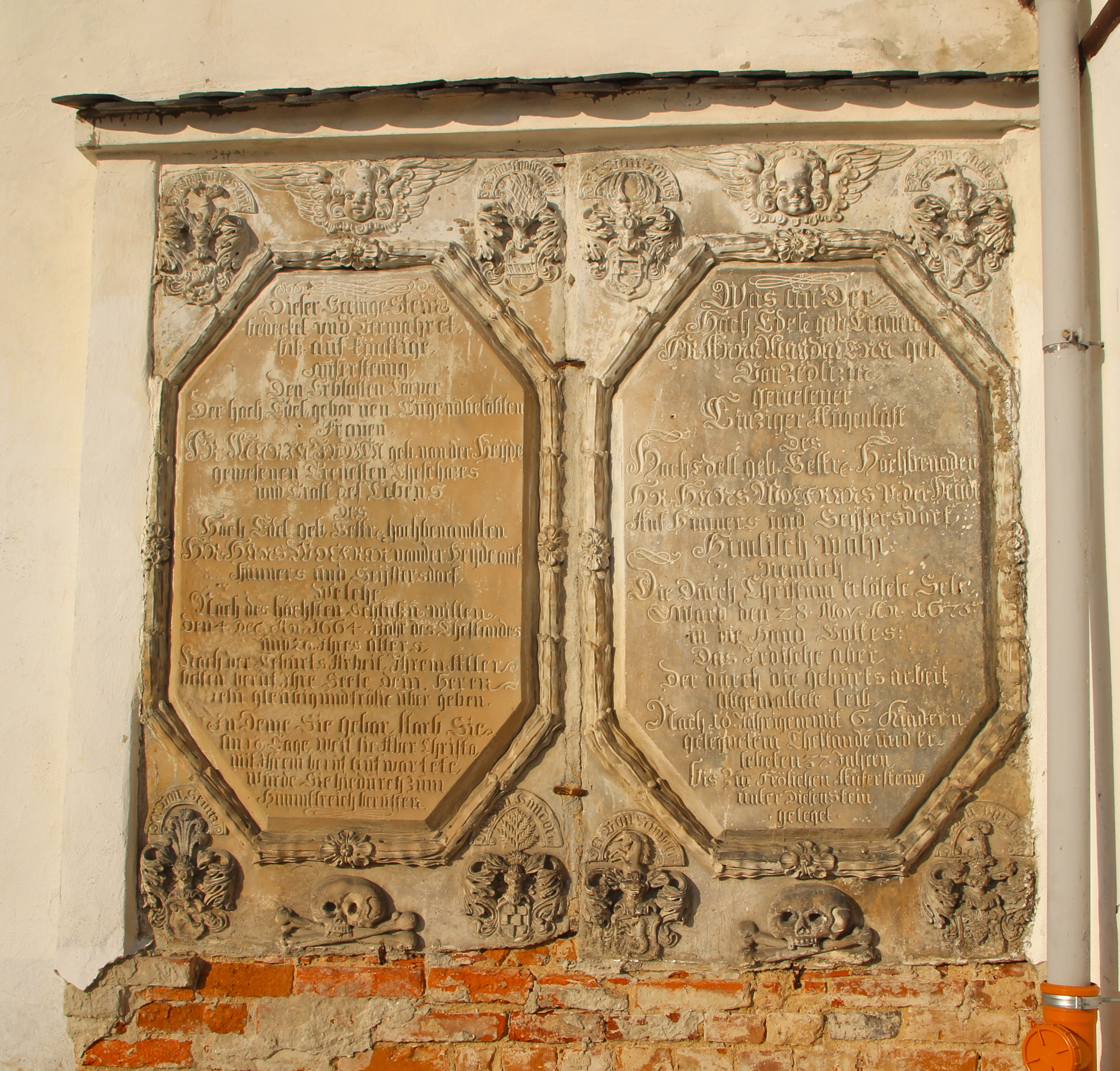
Maria Judita geb. von der Heyde († 1664) und Anna Magdalena geb. von Zedlitz († 1675), Frauen des Hans Wolfram von der Heyde